# Joan Antoni Moreno
Joan Antoni Moreno (n. 4 aprilie 2000, Pollença⁠(d), Insulele Baleare⁠(d), Spania) este un canoist ce a reprezentat Spania, medaliat olimpic. A participat la o ediție a Jocurilor Olimpice (2024) în care a câștigat o medalie de bronz.

## Participări
Lista de mai jos prezintă principalele competiții la care a participat Joan Antoni Moreno de-a lungul carierei.
- Jocurile Olimpice de vară din 2024[3]